# گمینا بیشچا
گمینا بیشچا (به لهستانی:  Gmina Biszcza) یک گمینا در لهستان است که در شهرستان بیوگورای واقع شده‌است. گمینا بیشچا ۱۰۶٫۳۱ کیلومتر مربع مساحت و ۳٬۹۳۴ نفر جمعیت دارد.